# مسجد الأمير منصور
مسجد الأمير منصور بن عبد العزيز هو مسجدٌ تاريخيٌّ بشارع الظهيرة، بحي الديرة بمدينة الرياض، ويعود تاريخ إنشاء المسجد إلى عهد الملك عبد العزيز بن عبد الرحمن آل سعود، ويتميز المسجد ببنائه على الطراز النجدي، ويعتبر من أبرز المباني التاريخية في مدينة الرياض، والمسجد مستخدم وتقام في الصلاة في الوقت الحالي.

## الموقع
يقع المسجد في حي الديرة بمدينة الرياض شمال قصر الحكم بمسافة 700 متر، ويبعد نحو 750م شرق طريق الملك فهد.

## التاريخ
يعود تاريخ إنشاء المسجد إلى عهد الملك عبد العزيز ، وترجع تسمية المسجد إلى الأمير منصور بن عبد العزيز، الابن الثامن للملك عبد العزيز، وكان المسجد منارة ثقافية وعلمية لأهالي المنطقة، حيث كان يلقى فيه العديد من الدروس والمحاضرات وتقام فيه حلقات تحفيظ القرآن، وكان للمسجد خلوة انهدمت نتيجة الأمطار منذ نحو 20 عام، ومن أبرز أئمة المسجد الشيخ صالح عبد الإله الرشيدي والذي أم المسجد لمدة 20 عاماً في الفترة من عام 1405هـ إلى 1425هـ، كما استمر الشيخ مؤذناً بالمسجد حتى وفاته عام 1435هـ، وقد عملت وزارة الشؤون الإسلامية والدعوة والإرشاد بمشاركة هيئة السياحة والتراث الوطني، وبمساهمة الأهالي على ترميم المسجد وافتتاحه في رمضان عام 1438هـ.

## التكوين المعماري
يتميز المسجد ببنائه على الطراز النجدي مفتوح من الداخل والفتحات الخارجية صغيرة، واستخدم في عملية بنائه الطين والحجر وسقفه مبني من خشب الاثل وسعف النخيل، وتبلغ مساحته الكلية قرابة 803م، ويتسع لنحو 530مصلياً، ويتكون المسجد من بيت للصلاة وسرحة ومكتبة تقع في جنوب السرحة، ودورات مياه تقع جنوب شرق الشرحة، وغرفتين جانبيتين بسرحة المسجد تستخدم كمستودعات، وغرفة للمؤذن، وللمسجد مدخلان يقعان في جنوب وشمال وشرق المسجد، ومنارة مربعة الشكل يبلغ ارتفاعها نحو 12م من سطح الأرض.

### المئذنة
تقع المئذنة جنوب المسجد وهي مستطيلة الشكل تضيق إلى الداخل كلما ارتفعت إلى الأعلى، وهي مبنية من الطين وقاعدتها من خشب الاثل تحمل جسم المئذنة، ويقع مدخلها في الحائط الغربي ويتم الوصول إليه من خلال سلم يقع أعلى سطح المسجد.

### بيت الصلاة
يعتبر المكون الرئيسي للمسجد وهو مستطيل الشكل تبلغ مساحته نحو 322.6م، ويتكون من أربعة أروقة موازية لحائط القبلة ويتركز سقفه على أعمدة حجرية مستديرة تحمل عقوداً مثلثة، ويتوسط المحراب حائط القبلة.

### السرحة
تقع السرحة شرق المسجد وتبلغ مساحتها قرابة 317م، وهي عبارة عن فناء مكشوف مستطيل الشكل، محاط بسور من ثلاث اتجاهات، ويحيطه من الجهة الغربية حائط بيت الصلاة، وتحتوي السرحة على مدخلين وغرفة المكتبة وغرف المستودعات وغرفة المؤن بالإضافة إلى مدخل دورات المياه، كما تحتوي على السلم المؤدي إلى سطح المسجد في ليالي الصيف ونهار الشتاء.

## معرض الصور

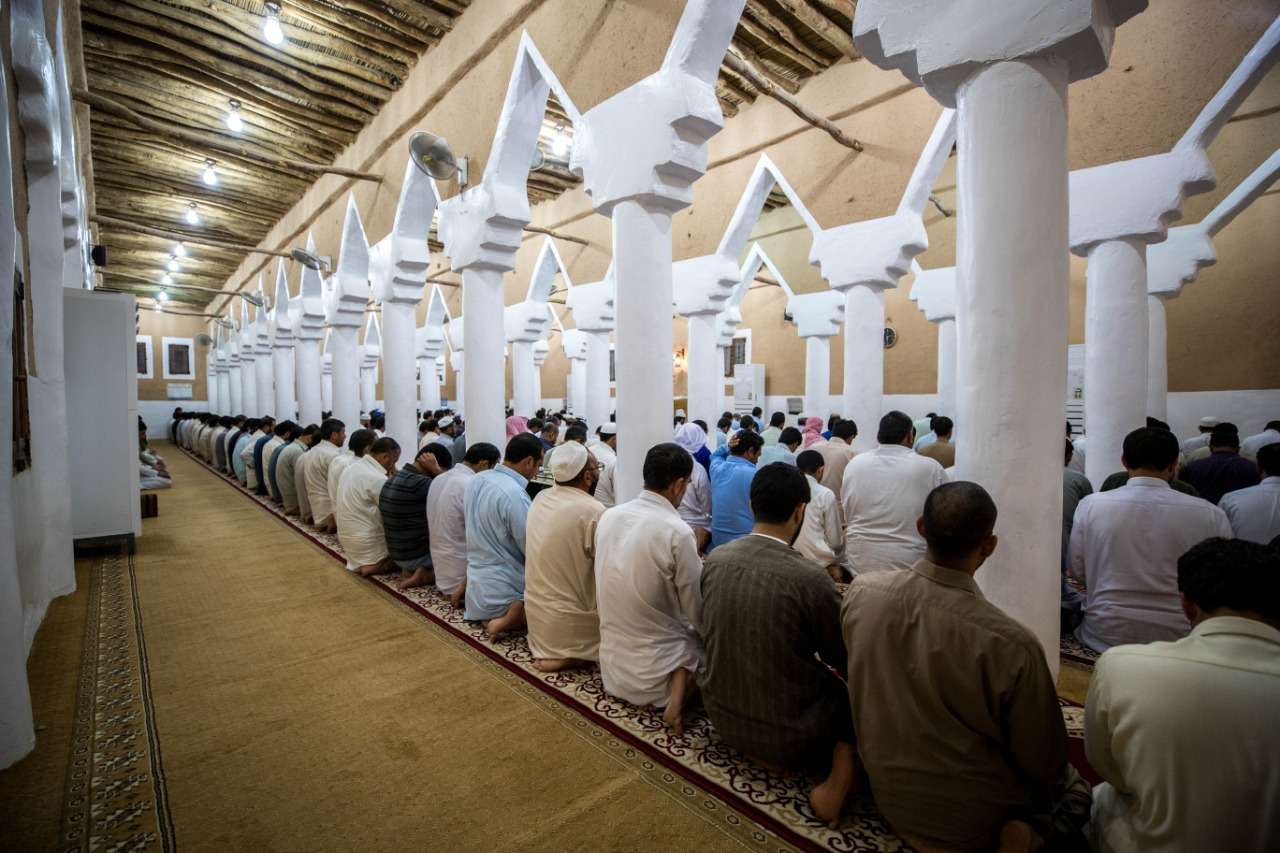
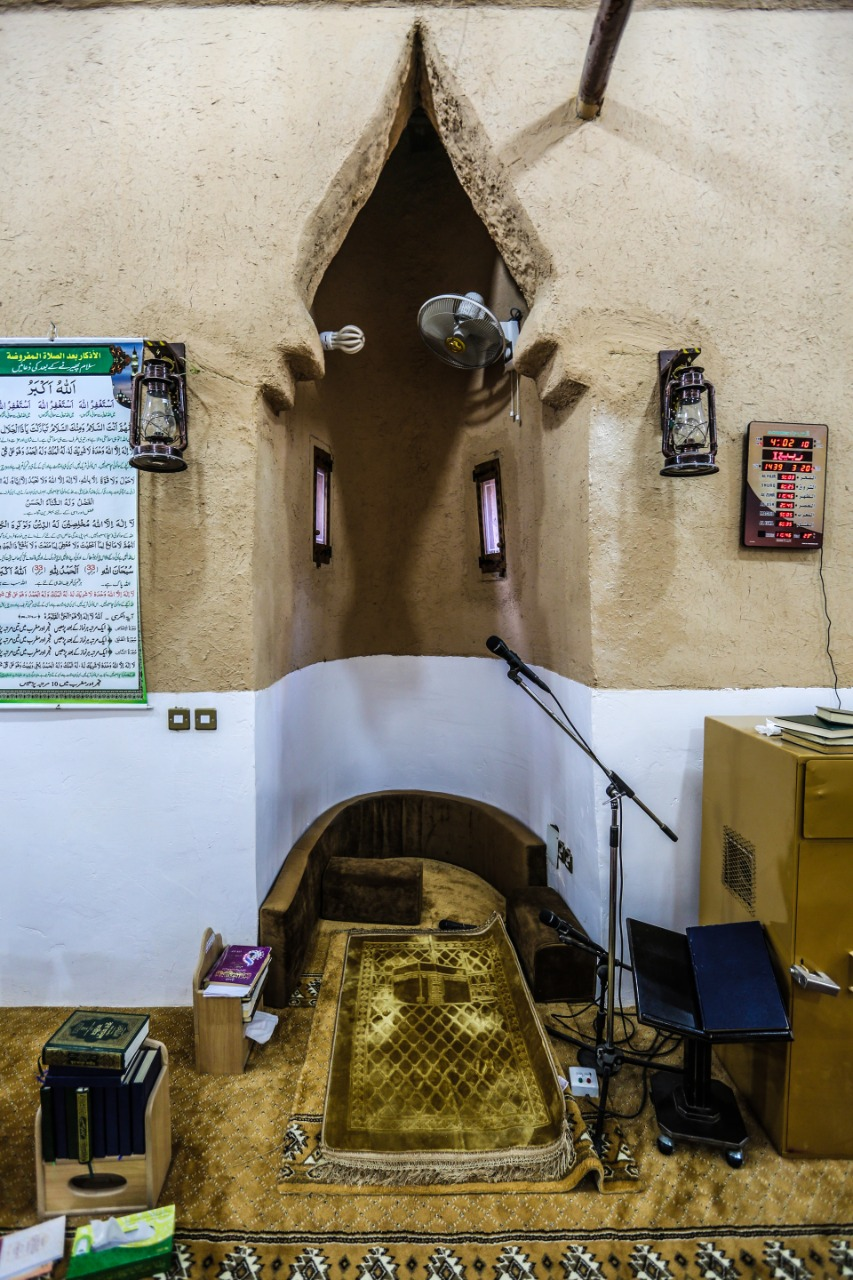